# Allium franciniae
Allium franciniae är en amaryllisväxtart som beskrevs av Salvatore Brullo och Pietro Pavone. Allium franciniae ingår i släktet lökar, och familjen amaryllisväxter. Inga underarter finns listade i Catalogue of Life.